# سقوط الإنسان

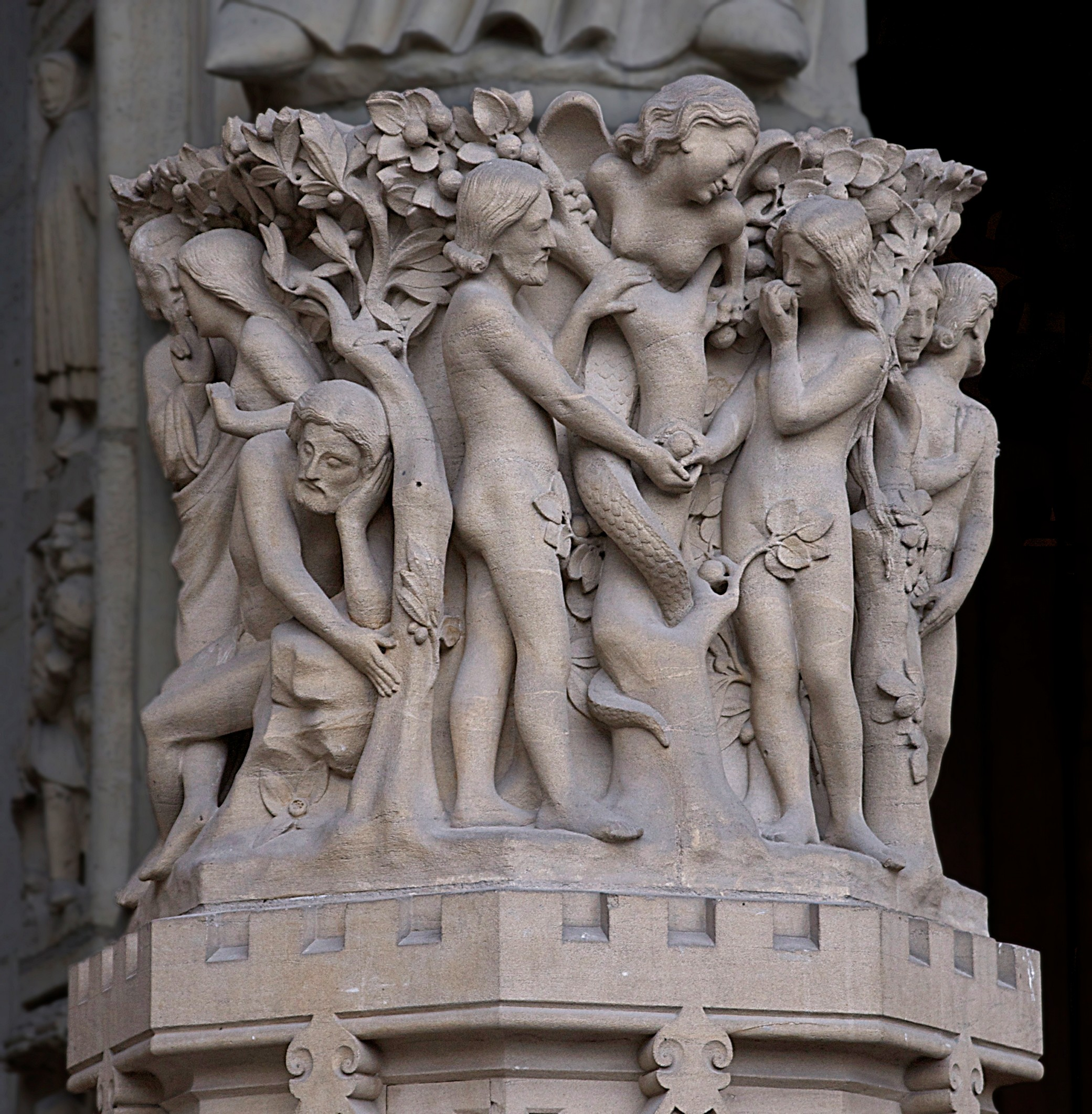
آدم وحواء وأفعى عند مدخل كاتدرائية نوتردام في باريس ، فرنسا. كان تصوير صورة الثعبان كمرآة لحواء شائعًا في الأيقونات المسيحية السابقة نتيجة لتحديد النساء على أنهن المسؤولات عن سقوط الإنسان ومصدر الخطيئة الأصلية.

سقوط الإنسان، أو سقوط آدم، أو ببساطة الهبوط، مصطلح يستخدم في المسيحية لوصف انتقال الرجل والمرأة الأولين من حالة الطاعة البريئة لله إلى حالة العصيان المذنب. تأتي عقيدة السقوط من تفسير كتاب سفر التكوين، الإصحاحات 1-3. في البداية، عاش آدم وحواء مع الله في جنة عدن، لكن الحياة كانت تغريهم بأكل ثمر شجرة معرفة الخير والشر التي حرمها الله. وبعد ذلك خجلوا من عريهم وطردهم الله من الجنة حتى لا يأكلوا من شجرة الحياة ويخلدون.
في المسيحية السائدة (نيقية)، ترتبط عقيدة السقوط ارتباطًا وثيقًا بعقيدة الخطيئة الأصلية أو خطيئة الأجداد. يؤمنون أن السقوط جلب الخطيئة إلى العالم، وأفسد العالم الطبيعي بأكمله، بما في ذلك الطبيعة البشرية، مما تسبب في أن يولد كل البشر في الخطيئة الأصلية، وهي حالة لا يستطيعون من خلالها بلوغ الحياة الأبدية بدون نعمة الله. تقبل الكنيسة الأرثوذكسية الشرقية مفهوم السقوط لكنها ترفض فكرة أن ذنب الخطيئة الأصلية ينتقل عبر الأجيال، استنادًا جزئيًا إلى المقطع حزقيال 18:20 الذي يقول إن الابن غير مذنب في خطايا أبوه. يؤمن البروتستانت الكالفينية أن المسيح بذل حياته كذبيحة للمختارين، حتى يجري تخليصهم من خطاياهم. لابسارينيزم (بالقطوانية: Lapsarianism) فهم الترتيب المنطقي لمراسيم الله فيما يتعلق بالسقوط.
يشكل سرد جنة عدن وسقوط الجنس البشري تقليدًا أسطوريًا مشتركًا بين جميع الديانات الإبراهيمية، مع عرض رمزي إلى حد ما للأخلاق اليهودية والمسيحية والمعتقدات الدينية، والتي كان لها تأثير كبير على النشاط الجنسي البشري، وأدوار الجنسين، والاختلافات بين الجنسين في كل من الحضارات الغربية والإسلامية. على عكس المسيحية، فإن الديانات الإبراهيمية الرئيسية الأخرى، اليهودية والإسلام، ليس لديها مفهوم "الخطيئة الأصلية"، وبدلاً من ذلك طورت تفسيرات أخرى مختلفة لسرد عدن.

## تكوين 3
استُقرئت عقيدة سقوط الإنسان من التفسير المسيحي التقليدي سفر التكوين 3. وفقًا للرواية الكتابية، خلق الله آدم وحواء، أول رجل وامرأة في التسلسل الزمني للكتاب المقدس. وضعهم الله في جنة عدن ونهى عنهم أكل الفاكهة من شجرة معرفة الخير والشر. تغري الحية حواء بأكل الفاكهة من الشجرة المحرمة التي تشترك فيها مع آدم، ويخجلون على الفور من عريهم. بعد ذلك، يطرد الله آدم وحواء من جنة عدن، ويحكم على آدم بالعمل من أجل الحصول على ما يحتاجه للعيش، ويحكم على حواء أن تلد في ألم، ويضع الكروبيم لحراسة المدخل، حتى لا يأكل آدم وحواء أبدًا من "شجرة الحياة".
كتاب اليوبيلات، عمل يهودي ملفق كتب خلال فترة الهيكل الثاني، يعطي أطرًا زمنية للأحداث التي أدت إلى سقوط الإنسان بالقول إن الحية أقنعت حواء بأكل الفاكهة في اليوم السابع عشر من الشهر الثاني، في السنة الثامنة بعد خلق آدم (3:17). كما ينص على أنها أزيلت من الجنة عند القمر الجديد للشهر الرابع من ذلك العام (3:33).

## التفسيرات التقليدية

### خلود
طبق المفسرون المسيحيون في تكوين 2:17 ("لأنك في اليوم الذي تأكل منها تموت") مبدأ اليوم والسنة لشرح كيف مات آدم في غضون يوم واحد. المزامير 4:90، 2 بطرس 3: 8، واليوبيل 4: 29 - 31 توضح أن يومًا واحد، بالنسبة لله، يعادل ألف سنة، وبالتالي مات آدم في "اليوم" نفسه. من ناحية أخرى، فإن الترجمة السبعينية اليونانية قد ترجمت كلمة "يوم" إلى الكلمة اليونانية لمدة أربع وعشرين ساعة (ἡμέρα، hēméra). وفقًا لرواية سفر التكوين، خلال عصر ما قبل الطوفان، اقترب طول عمر الإنسان من ألف عام، مثل حالة آدم الذي عاش 930 عامًا. وهكذا، فإن "الموت" فُسِّر على أنه يصبح مميتًا. ومع ذلك، فإن القواعد لا تدعم هذه القراءة، ولا السرد: طُرد آدم وحواء من الجنة لئلا يأكلوا من الشجرة الثانية، شجرة الحياة، فيكتسبوا الخلود.

#### الخطيئة الأصلية

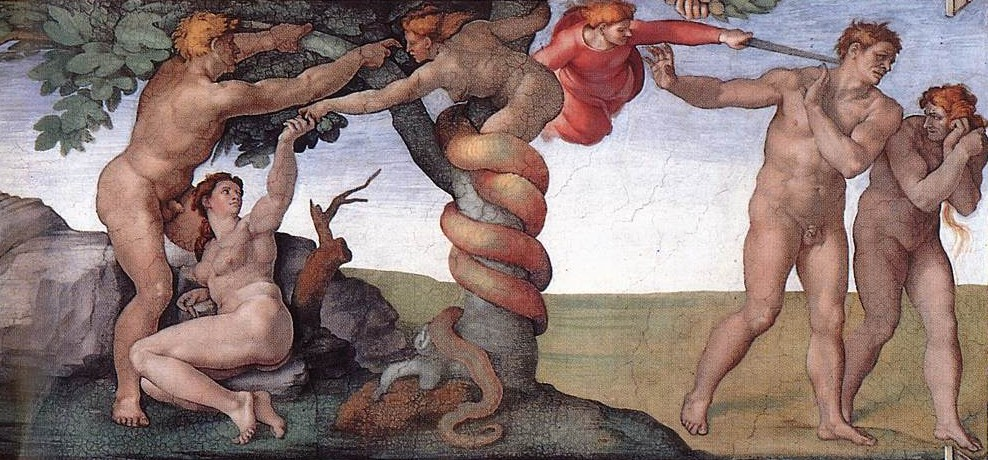
السقوط والطرد من الجنة ، لوحة جدارية رسمها مايكل أنجلو في كنيسة سيستين ، مدينة الفاتيكان (1510-1564)

يقول التعليم المسيحي للكنيسة الكاثوليكية: "إن رواية السقوط في سفر التكوين 3 تستخدم لغة رمزية، لكنها تؤكد أن التاريخ البشري بأكمله يتميز بالخطأ الأصلي الذي ارتكبه آباؤنا الأوائل بحرية. قال القديس بيدي وآخرون، وخاصة توما الأكويني، إن سقوط آدم وحواء جلب "أربعة جروح" للطبيعة البشرية. إنها الخطيئة الأصلية (عدم وجود نعمة مقدسة وعدالة أصلية)، وشهوة (لم تعد أهواء الروح مرتبة تمامًا العقل والروح)، وهشاشة جسدية وموت، وذهن مظلم وجهل. لقد أبطلوا أو قللوا من عطايا الله لآدم وحواء من العدل الأصلي أو تقديس النعمة والاستقامة والخلود والمعرفة المغروسة. هذه الخطيئة الأولى "نقلها" آدم وحواء إلى كل نسلهما كخطيئة أصلية، مما جعل البشر "عرضة للجهل والمعاناة وتسلط الموت، والميل إلى الخطيئة". في ضوء دراسة الكتاب المقدس الحديثة، صرح البابا المستقبلي بنديكتوس السادس عشر في عام 1986 أنه: "في قصة سفر التكوين لا يجري الحديث عن الخطيئة بشكل عام كاحتمال مجرد، وإنما كعمل، كخطيئة لشخص معين، آدم، الذي يقف في أصل البشرية والذي يبدأ معه تاريخ الخطيئة.
تخبرنا الرواية أن الخطيئة تولد الخطيئة، وبالتالي فإن جميع خطايا التاريخ مترابطة. يشير اللاهوت إلى هذه الحالة من خلال التضليل بالتأكيد وبمصطلح غير دقيق "الخطيئة الأصلية" لآدم وليس مسؤولية شخصية للبشرية. في التعليم المسيحي للكنيسة الكاثوليكية، حتى الأطفال يشاركون في آثار خطيئة آدم، لكن ليسوا في مسؤولية الخطيئة الأصلية، لأن الخطيئة هي دائمًا عمل شخصي. تأخذ المعمودية محو الخطيئة الأصلية في الاعتبار، على الرغم من بقاء الآثار على الطبيعة البشرية، ولهذا السبب تعمد الكنيسة الكاثوليكية حتى الأطفال الذين لم يرتكبوا أي خطيئة شخصية.
ترفض المسيحية الأرثوذكسية الشرقية فكرة أن الذنب الأصلي انتقل عبر الأجيال. وهي تؤسس تعليمها جزئيًا على حزقيال 18:20 الذي يقول إن الابن غير مذنب في خطايا أبيه. تعلم الكنيسة أنه بالإضافة إلى ضميرهم وميلهم إلى فعل الخير، يولد الرجال والنساء مع ميل إلى الخطيئة بسبب حالة العالم الساقطة. يتبع مكسيموس المعترف والآخرون في وصف التغيير في الطبيعة البشرية على أنه إدخال "إرادة تداولية" (θέλημα γνωμικόν) في مواجهة "الإرادة الطبيعية" (θέλημα φυσικόν) التي خلقها الله والتي تميل نحو الخير. وهكذا، وفقًا لبولس الرسول في رسالته إلى الرومان، لا يزال بإمكان غير المسيحيين التصرف وفقًا لضميرهم. تعتقد الأرثوذكسية الشرقية أنه بينما يتحمل الجميع عواقب الخطيئة الأولى (أي الموت)، فقط آدم وحواء مذنبون بارتكاب هذه الخطيئة.